# Partizipative Forschung
Partizipative Forschung ist ein Sammelbegriff für Forschungsansätze, die die Beteiligung von Bürgerinnen und Bürgern an verschiedenen Schritten eines Forschungsprojekts ermöglichen. Sie ist eine Form der Offenen Wissenschaft und damit nie ein rein akademisches Unterfangen, sondern immer ein kollaboratives Projekt mit nichtwissenschaftlichen, gesellschaftlichen Akteuren.

## Definition
Partizipative Forschung beschreibt die Öffnung von wissenschaftlichen Prozessen, bei denen Nichtwissenschaftler Teil eines Forschungsprojektes sind und dieses mitgestalten. Die dadurch entstehende Verschränkung unterschiedlicher Perspektiven aus Wissenschaft und Praxis ist Voraussetzung für die Entstehung neuen Wissens aus kollaborativer Forschung.

## Verwandte Bereiche
Andere Begriffe für partizipative Forschung sind Aktionsforschung, Teamforschung und Open Science. Ähnliche Forschungspraxen werden in der sogenannten Citizen Science bzw. Bürgerwissenschaften angewandt, hierunter fallen aber auch Projekte, die gänzlich ohne wissenschaftliche Beteiligung nur von Laien durchgeführt werden.
Allen partizipativen Forschungspraxen gemein ist der Anspruch des Eingreifens in gesellschaftliche Kontexte und die Verschiebung von Grenzen zwischen Wissenschaft und Gesellschaft. Dadurch entstehen neue Formen der kollaborativen Wissensproduktion, die nachhaltig das Verhältnis von Gesellschaft und Wissenschaft verändern.